# Cudzoziemka (film)
Cudzoziemka – polski film psychologiczny z 1986 roku w reżyserii Ryszarda Bera powstały na podstawie powieści Cudzoziemka autorstwa Marii Kuncewiczowej, która jest również autorką scenariusza.

## Fabuła
Główną bohaterką filmu jest Róża, córka Polaka pracującego w Rosji. Usłyszawszy w rodzinnym Taganrogu koncert włoskiej skrzypaczki, Róża pragnie nauczyć się gry na skrzypcach. Wyjeżdża wraz z ciotką do Warszawy, by pobierać nauki w konserwatorium. Zakochuje się w Michale Bądskim, synu nauczyciela muzyki. Róża wyjeżdża za Michałem aż do Petersburga, lecz ten raptownie z nią zrywa. Rozgoryczona Róża wraca do Warszawy, gdzie czuje się obca etnicznie. Marnuje talent muzyczny i wychodzi za mąż z rozsądku z synem burmistrza Adamem, a na dodatek w nowym związku umiera jej syn Kazio. Córkę Martę Róża traktuje jako niechcianą, lecz odkrywa niewątpliwy talent muzyczny dziecka. Marta zostaje śpiewaczką, ale wciąż jest niedoceniana przez matkę. U schyłku życia, opuszczona przez męża i dzieci, zgorzkniała Róża przeprowadza rachunek sumienia i orientuje się, że nie potrafiła cieszyć się życiem. Decyduje się na rozmowę z mężem i córką, godząc się z nimi przed swoją śmiercią.

## Obsada
- Ewa Wiśniewska – Róża
- Joanna Szczepkowska – Marta, córka Róży i Adama
- Jerzy Kamas - Adam, mąż Róży
- Andrzej Precigs – Władyś, syn Róży i Adama
- Katarzyna Chrzanowska – Róża w młodości
- Mirosław Konarowski – Michał Bądzki, syn Januarego, pierwsza miłość Róży
- Małgorzata Lorentowicz – Luiza, ciotka Róży
- Henryk Machalica – doktor Gerhard
- Igor Śmiałowski – ambasador
- Marek Walczewski – skrzypek January Bądzki, nauczyciel Róży
- Eugenia Herman – Sabina, służąca Marty
- Jolanta Grusznic – Jadwiga, żona Władysia
- Andrzej Grąziewicz – Paweł, mąż Marty
- Hanna Giza – Sophie
- Sławomira Łozińska – Janina, służąca Róży
- Włodzimierz Bednarski – Adolf, ojciec Róży
- Andrzej Szenajch – profesor Auer, nauczyciel Róży w Petersburgu

## Nagrody
| Rok  | Festiwal/instytucja                  | Nominacja                                                                        | Nominowani                                  | Wynik   |
| ---- | ------------------------------------ | -------------------------------------------------------------------------------- | ------------------------------------------- | ------- |
| 1986 | Festiwal Polskich Filmów Fabularnych | Nagroda Specjalna Jury                                                           | Ryszard Ber                                 | Wygrana |
| 1986 | Festiwal Polskich Filmów Fabularnych | Nagroda za rolę kobiecą                                                          | Ewa Wiśniewska                              | Wygrana |
| 1987 | Komitet Kinematografii               | Nagroda Szefa Kinematografii za twórczość filmową w dziedzinie filmu fabularnego | Ryszard BerMaria KuncewiczowaEwa Wiśniewska | Wygrana |
| 1987 | Tarnowska Nagroda Filmowa            | Nagroda Publiczności                                                             | Ryszard Ber                                 | Wygrana |
| 1987 | „Trybuna Ludu”                       | Nagroda „Trybuny Ludu”                                                           | Ewa Wiśniewska                              | Wygrana |